# Émeric Dudouit
Émeric Dudouit, né le 7 septembre 1991 à Coutances (Manche), est un footballeur français, évoluant au poste de milieu défensif. Il joue actuellement avec l'US Avranches.

## Biographie
Formé au Stade Malherbe de Caen après des débuts au FC Saint-Lô Manche, Dudouit fait ses débuts en équipe réserve lors de la saison 2008-2009 où il fait trois apparitions en deux saisons. Il est un membre important de cette équipe de 2010 à 2012, jouant vingt-six matchs, et signe son premier contrat professionnel avec les Malherbistes avant le début du championnat 2011-2012. Dans le prolongement de cette signature, il suscite l’intérêt du Clermont Foot 63 ainsi que du Stade de Reims pour un prêt. Dudouit reste finalement en Normandie et fait partie, à deux reprises, du groupe professionnel sans cependant entrer en jeu.
Il résilie son contrat au milieu du mois de juillet 2012 et s'engage, pour deux ans, avec La Berrichonne de Châteauroux. Il reste trois années au sein de cette équipe, alternant entre l'équipe professionnelle et l'équipe réserve. Après la saison 2014-2015, LB Châteauroux est relégué en National et son contrat expire.
Après un passage par les stages de l'Union nationale des footballeurs professionnels, le joueur s'engage avec Les Herbiers, tout juste promu en National. Après une saison où il dispute plus de trente matchs, il signe un contrat de deux ans avec l'AFC Tubize, évoluant en seconde division belge.